# Daniel Isn't Real
Daniel Isn't Real è un film del 2019 diretto da Adam Egypt Mortimer e basato sul romanzo In This Way I Was Saved di Brian DeLeeuw.
Venne presentato in anteprima mondiale al South by Southwest il 9 marzo 2019 ed è stato distribuito il 6 dicembre 2019 dalla Samuel Goldwyn Films in alcuni cinema e in digitale.

## Trama
Da bambino, il timido e travagliato Luke assiste ad una sparatoria di massa in un bar del quartiere. Tra gli spettatori della scena conosce un altro bambino, Daniel, che lo invita a giocare con lui e diventa presto suo amico. Nonostante Daniel non sia un bambino reale bensì un amico immaginario creato dalla mente di Luke, i due ragazzi diventano intimi compagni di giochi e la loro connessione aiuta Luke a far fronte al divorzio dei suoi genitori. L'amicizia tra i due termina bruscamente quando Luke, su consiglio di Daniel, mescola un'intera bottiglia di psicofarmaci nel frullato della madre portandola quasi alla morte. La donna convince il figlio a mandare via Daniel chiudendolo simbolicamente nella vecchia casa delle bambole di sua madre.
Anni dopo, Luke è una matricola del college terrorizzato circa il proprio futuro e la sua vita sociale. Una notte, mentre dorme nella casa della sua infanzia, Luke apre la casa delle bambole della madre e Daniel riappare. Inizialmente il suo ritorno viene visto come una cosa positiva perché aiuta Luke a contrastare il tentativo di suicidio della madre, a fargli avere successo a scuola e ad iniziare una storia d'amore con un'artista di nome Cassie. Tuttavia col passare del tempo Daniel dimostra di avere un comportamento aggressivo, diventando furioso quando Luke non gli obbedisce. Quando Luke si rifiuta di fare sesso con una studentessa di psicologia di nome Sophie, Daniel prende con la forza il controllo del suo corpo, violenta Sophie e si picchia con il compagno di stanza di Luke.
Di conseguenza, Luke viene cacciato dal campus ed il ragazzo inizia a mettere in discussione la propria sanità mentale, credendo che possa soffrire di schizofrenia. Luke tenta di ricacciare Daniel nella casa delle bambole, ma senza riuscirci. Convinto che Daniel prenda controllo del suo corpo mentre dorme, Luke si reca a far visita al padre di John Thigpen, l'autore della sparatoria di inizio film, e scopre che anche John aveva un amico immaginario di nome Daniel. Luke inizia a rendersi conto che Daniel sia in realtà un'entità soprannaturale e non un amico immaginario.
Il dottor Cornelius Braun, il terapeuta che ha in cura Luke, si reca a tarda notte a casa del ragazzo per tentare di separare Luke e Daniel, ma il suo intervento fa inavvertitamente in modo che Daniel prenda il totale controllo del corpo di Luke rinchiudendo la coscienza di Luke nella casa delle bambole. Dopo aver ucciso il dottor Braun, Daniel si reca da Cassie e le rivela la sua vera natura. Cassie implora Luke di tornare alla realtà e la coscienza del ragazzo, udendola dall'interno della casa delle bambole, si risveglia e riesce a liberarsi. In uno scontro finale con Luke, Daniel afferma di aver aiutato le persone per secoli, ma che nessuno di loro ha meritato il suo aiuto. 
Luke si rende conto che lui e Daniel non potranno mai essere veramente separati e dopo essersi assicurato che Cassie sia in salvo, si suicida gettandosi dal tetto. Daniel, circondato da un'oscurità ultraterrena, riassume la sua vera forma mostruosa, il che implica che ora cercherà un nuovo ospite.

## Produzione
Nel luglio 2018, è stato annunciato che Miles Robbins, Patrick Schwarzenegger, Sasha Lane e Hannah Marks si erano uniti al cast del film, con Adam Egypt Mortimer alla regia da una sceneggiatura che ha scritto insieme a Brian DeLeeuw, basata su un romanzo di DeLeeuw. Elijah Wood, Daniel Noah, Josh C. Waller e Lisa Whalen avrebbero prodotto il film, mentre Timur Bekbosunov, Johnny Chang, Emma Lee, Peter Wong e Stacy Jorgensen avrebbero funto da produttori esecutivi, rispettivamente sotto i loro banner SpectreVision ed ACE Pictures.

### Riprese
Le riprese principali sono iniziate nel luglio 2018, a New York.

## Distribuzione
È stato presentato in anteprima mondiale al South by Southwest il 9 marzo 2019. Poco dopo, la Samuel Goldwyn Films ha acquisito i diritti di distribuzione del film. È stato pubblicato il 6 dicembre 2019.

## Accoglienza

### Critica
Sul sito web aggregatore di recensioni Rotten Tomatoes, Daniel Isn't Real detiene un indice di gradimento dell'84% basato su 82 recensioni, con una media di 7,2/10.  Su Metacritic, il film detiene un punteggio medio di 61 su 100 basato su 11 recensioni, indicando "recensioni generalmente favorevoli".

## Sequel
Nel dicembre 2020, in un'intervista su Bloody Disgusting, Mortimer ha confermato una "Vortex Trilogy" composta da Daniel Isn't Real, Archenemy e un terzo film pianificato, dicendo "Segna le mie parole, faremo un terzo film nella Vortex Trilogy. che farà tornare Daniel e costringere Max, in qualche forma, ad affrontarlo. ".

## Riconoscimenti
- 2019 - Brooklyn Horror Film Festival
  - Miglior film
  - Miglior regia
- 2019 - Bucheon International Fantastic Film Festival
  - Miglior regia
  - Nomination Miglior film
- 2019 - Neuchâtel International Fantastic Film Festival
  - Nomination Miglior film
- 2019 - Sitges - Festival internazionale del cinema fantastico della Catalogna
  - Miglior attore a Miles Robbins
  - Nomination Miglior film
- 2019 - South by Southwest
  - Excellence in Poster Design
- 2020 - Fangoria Chainsaw Awards
  - Nomination Best Limited Release Film